# Give Me the Night (álbum)
Give Me the Night es un álbum de estudio del músico estadounidense George Benson. Fue publicado a principios de agosto de 1980 por Warner Bros. Records.

## Recepción de la crítica
Richard S. Ginell, escribiendo para AllMusic, le otorgó una calificación perfecta de 5 estrellas y comentó: “Este es el máximo rendimiento del cortejo del mercado masivo de George Benson – un álbum pop magníficamente elaborado e interpretado con un gran elenco de apoyo”. En BBC, Daryl Easlea escribió que, “aunque Benson había estado grabando regularmente desde 1963, Give Me the Night lo reubicó lejos de los conocedores y en miles de hogares británicos. Benson había estado disfrutando de éxitos menores en las listas británicas desde 1975, pero los dos sencillos de este álbum, su tema principal y «Love x Love», lo convirtieron en uno de los 10 mejores artistas”.

## Rendimiento comercial
Publicado en el verano de 1980, Give Me the Night fue producido por Quincy Jones y lanzado en el sello emergente de Jones, Qwest Records, junto con Warner Bros. Records. Se posicionó en el puesto #1 en la lista Top R&B/Hip-Hop Albums, así como en el #3 en la lista Billboard 200.
El éxito del álbum se debió principalmente a su sencillo principal, también titulado «Give Me the Night», que ascendió hasta el puesto #1 en la lista Hot R&B/Hip-Hop Songs. Otra selección del álbum, «Moody's Mood», fue grabada con la cantante de R&B Patti Austin. Certificado con un disco de platino por la RIAA, Give Me the Night fue el único álbum que Quincy Jones produjo para Benson.

## Galardones
| Año  | Premio         | Categoría                                | Resultado | Ref.  |
| ---- | -------------- | ---------------------------------------- | --------- | ----- |
| 1981 | Premios Grammy | Mejor interpretación R&B vocal masculina | Ganador   | [ 7 ] |

## Lista de canciones
Todas las canciones escritas y compuestas por Rod Temperton, excepto donde esta anotado. 
| Lado uno |                                   |                              |          |  |
| N.º      | Título                            | Escritor(es)                 | Duración |  |
| 1.       | «Love X Love»                     |                              | 4:47     |  |
| 2.       | «Off Broadway»                    |                              | 5:27     |  |
| 3.       | «Moody's Mood» (con Patti Austin) | Eddie Jefferson, James Moody | 3:25     |  |
| 4.       | «Give Me the Night»               |                              | 5:02     |  |

| Lado dos |                          |                                         |          |  |
| N.º      | Título                   | Escritor(es)                            | Duración |  |
| 1.       | «What's on Your Mind»    | Glen Ballard, Kerry Chater              | 4:05     |  |
| 2.       | «Dinorah, Dinorah»       | Ivan Lins, Vitor Martins                | 3:44     |  |
| 3.       | «Love Dance»             | Lins, Gilson Peranzzetta, Paul Williams | 3:19     |  |
| 4.       | «Star of a Story (X)»    |                                         | 4:43     |  |
| 5.       | «Midnight Love Affair»   | David “Hawk” Wolinski                   | 3:35     |  |
| 6.       | «Turn Out the Lamplight» |                                         | 4:45     |  |

## Créditos y personal
Créditos adaptados desde las notas de álbum.
Músicos
- George Benson – voz principal y coros (1, 3–5, 7–10), guitarra (1–5, 8–10), guitarra líder (6), scat (6)
- Lee Ritenour – guitarra (2, 4, 5, 8, 9), guitarra acústica (7), guitarra eléctrica (10)
- Greg Phillinganes – teclado (1–3, 10), sintetizadores (2, 3), Fender Rhodes (6)
- Michael Boddicker – sintetizadores (4, 5, 8)
- Herbie Hancock – piano eléctrico (4), sintetizadores (6, 7, 9), programación (6, 8, 9), Fender Rhodes (7, 8)
- Richard Tee – synth-bass (4), piano eléctrico (5), sintetizadores (8–10)
- Clare Fischer – Yamaha CS30 (6), piano acústico (6), Fender Rhodes (6)
- George Duke – teclado (9)
- Louis Johnson – guitarra bajo (1, 2, 6, 10)
- Abraham Laboriel – guitarra bajo (1, 3–5, 7, 8)
- John Robinson – batería (1–6, 8, 10)
- Carlos Vega – batería (7, 9)
- Paulinho da Costa – percusión (1, 2, 4, 5–8, 10)
- Kim Hutchcroft – saxofón, flauta (1, 2, 4–6, 9)
- Larry Williams – saxofón, flauta (1, 2, 4–6, 9)
- Jerry Hey – trompeta (1, 2, 4–6, 9)
- Sid Sharp – concertino (1–6, 8)
- Patti Austin – coros (1, 4, 6, 8, 10), segunda voz (3)
- Tom Bahler – coros (1, 4, 8, 10)
- Jocelyn Brown – coros (1, 4, 8)
- Jim Gilstrap – coros (1, 4, 8)
- Diva Gray – coros (1, 4, 8)

Personal técnico
- Quincy Jones – productor, notas de álbum, arreglos rítmicos (2–10), arreglos de voz (5, 8, 9), arreglos de sintetizador (8)
- Lee Ritenour – arreglos rítmicos (7)
- Jerry Hey – arreglos de corno francés (1, 2, 4–6, 9), arreglos de cuerdas (1, 2, 4–6)
- David Foster – arreglos de cuerdas (1)
- Rod Temperton – arreglos rítmicos (2, 4), arreglos de voz (4)
- Marty Paich – arreglos de cuerdas, conductor (3, 8)
- Tom Bahler – arreglos corales (10)
- Bruce Swedien – ingeniero de audio, mezclas
- Sheridan Eldridge – ingeniero asistente
- Ralph Osbourne – ingeniero asistente
- Mark Sackett – ingeniero asistente
- Jim Sintetos – masterización
- Kent Duncan – masterización
- Richard Seireeni – director artístico
- Paul Jasmin – ilustración
- Norman Seeff – fotografía
- Peter Brill – fotografía interior
- Anderson Typographics – tipografía

## Posicionamiento

### Gráfica semanal
| Gráfica (1980–81)                                 | Pico de posición |
| ------------------------------------------------- | ---------------- |
| Australia (Kent Music Report)                     | 9                |
| Estados Unidos (Billboard 200)                    | 3                |
| Estados Unidos (Billboard Top R&B/Hip-Hop Albums) | 1                |
| Noruega (VG-lista)                                | 8                |
| Nueva Zelanda (Recorded Music NZ)                 | 2                |
| Países Bajos (Album Top 100)                      | 18               |
| Reino Unido (UK Albums Chart)                     | 3                |
| Suecia (Sverigetopplistan)                        | 30               |

### Gráfica de fin de año
| Gráfica (1980)                    | Pico de posición |
| --------------------------------- | ---------------- |
| Australia (Kent Music Report)     | 37               |
| Noruega (VG-lista)                | 49               |
| Nueva Zelanda (Recorded Music NZ) | 10               |
| Reino Unido (UK Albums Chart)     | 18               |

## Certificaciones y ventas
| País                  | Certificación | Ventas    |
| --------------------- | ------------- | --------- |
| Australia (ARIA)      | Platino       | 50,000    |
| Estados Unidos (RIAA) | Platino       | 1,000,000 |
| Nueva Zelanda (RMNZ)  | Platino       | 15,000    |
| Reino Unido (BPI)     | Platino       | 300,000   |